# Ганс-Юрген Бюрінг
Ганс-Юрген Бюрінг (нім. Hans-Jürgen Bühring; 2 липня 1920, Берлін — 23 лютого 1999) — німецький офіцер-підводник, оберлейтенант-цур-зее крігсмаріне.

## Біографія
9 жовтня 1937 року вступив на флот. В 1941 році призначений вахтовим офіцером на підводний човен U-148. З жовтня 1941 року — 1-й вахтовий офіцер на U-657. У вересні-жовтні 1942 року пройшов курс командира човна. З 12 листопада 1942 по травень 1943 року — командир U-360. В травні 1943 року переданий в розпорядження 5-ї флотилії. З жовтня 1943 року — інструктор 2-ї навчальної дивізії підводних човнів. З жовтня 1944 року — командир роти 4-го морського запасного дивізіону, з квітня по 8 травня 1945 року — 2-го навчального дивізіону підводних човнів.

## Звання
- Кандидат в офіцери (9 жовтня 1937)
- Морський кадет (28 червня 1938)
- Фенріх-цур-зее (1 квітня 1939)
- Оберфенріх-цур-зее (1 березня 1940)
- Лейтенант-цур-зее (1 травня 1940)
- Оберлейтенант-цур-зее (1 травня 1942)

## Нагороди
- Нагрудний знак підводника (10 липня 1942)
- Залізний хрест 2-го класу (25 квітня 1943)